# گرترود نویمارک
 گرترود نویمارک (انگلیسی: Gertrude Neumark؛ زاده ۲۹ آوریل ۱۹۲۷ درگذشته ۱۱ نوامبر ۲۰۱۰) یک فیزیک‌دان اهل ایالات متحده آمریکا بود.